# 天囷一
天囷一 （鯨魚座α，α Cet）是位於鯨魚座的一顆恆星。它的固有名稱是Menkar或Menkab，是源自阿拉伯文的منخر manħar "nostril"，意思為鯨魚的鼻孔。
這顆星與天囷八 （鯨魚座γ，Kaffaljidhma）、天囷九 （鯨魚座δ）、天囷三 （鯨魚座λ，Menkar）、天囷四 （鯨魚座μ）、天囷五和天囷六 構成Al Kaff al Jidhmah手的一部分。 
在中國，天囷 ，意思是天上的圓形糧倉 ，組成這個星宿的包括天囷一 （鯨魚座α）、天囷增十一 （鯨魚座κκ1）、天囷三、天囷四、天囷五、天囷六、鈇鑕四 （鯨魚座υ）、天囷八、天囷九、天囷十 （鯨魚座75）、天囷十一 （鯨魚座70）、天囷十二 （鯨魚座63） 和天囷十三 （鯨魚座66）。因此，鯨魚座α即為天囷一，天上圓形糧倉的第一顆星。

## 結構
天囷一儘管不是座內最亮的星，視星等為2.54等，但因為位於鯨魚座的頭部，所以拜耳命名法將它標示為α星；座內最亮的是2.04等的土司空（鯨魚座β，參見鯨魚座恆星列表）。天囷一是一顆光譜類型為M1.5 IIIa的紅巨星，它的質量超過2太陽質量，是一顆半徑達到太陽89倍的巨星。光球巨大的表面積，使它的表面溫度雖然只有3,795k（相較於太陽的5,778k），輻射的能量卻是太陽的1,455倍。相對較低的溫度使天囷一成為紅色色調的M型星。
天囷一在耗盡核心的氦之後已經不再是主序星，當他開始燃燒核心的碳之際，它會成為極不穩定的恆星，在將外殼拋出成為行星狀星雲之前，它會像米拉一樣，留下的殘骸是相對還是很大的白矮星。

## 同名物體
USS Menkar (AK-123)是與這顆恆星同名的美國海軍 巨爵級貨船。

## 外部連結
- Assorted figures related to Alpha Ceti （页面存档备份，存于）